# Castelo de Pinela

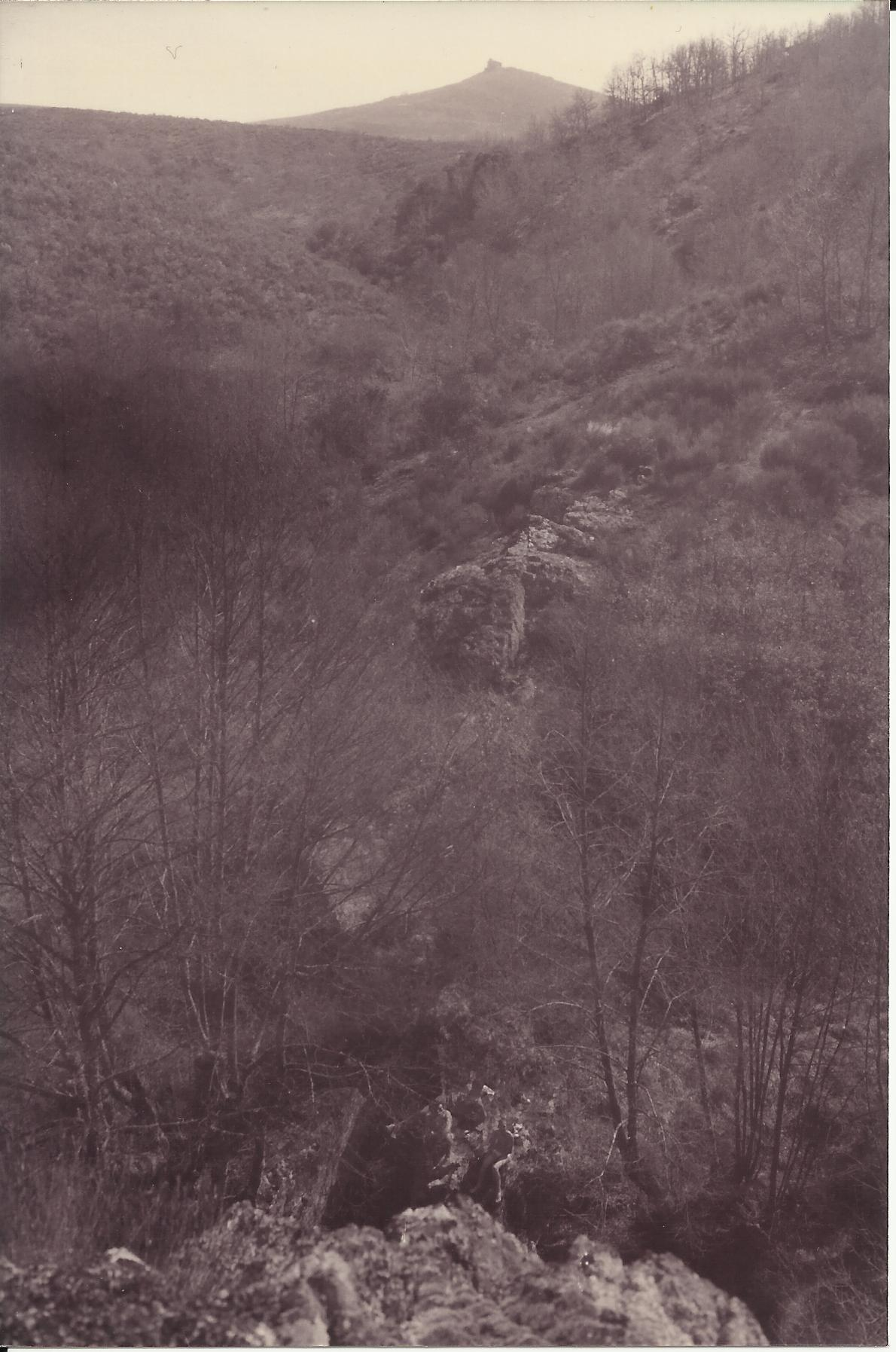
Castelo de Pinela visto da Ribeira do Penacal

O Castelo de Pinela é uma elevação pertencendo ao termo de Pinela, Bragança, Portugal. Na penha máxima do fraguedo que remata a cima está um marco geodésico (cota 964m). Para nordeste fica a elevação de Pica Porco - outra elevação mas menor - e a noroeste a massiva Serra da Nogueira.
Graças à sua proeminência, desta elevação consegue-se um horizonte remoto em todos os ventos fora o poente vedado pela Serra da Nogueira. Como assim de todas as aldeias circunvizinhas a elevação é visível e sobressai na vista.
O lugar, também conhecido por Castro, Castro de Avelina, de Arvelina ou de Alfenim, pela sua posição estratégica, poderá ter servido em ocasiões, desde a Proto-História, como local defensivo ou de atalaia. Possivelmente assentaria nele alguma estrutura fortificada. A ausência de ruínas sugeriria o uso de materiais impersistentes (madeira, colmo). Outra hipótese propõe a geomorfologia do local como a causa do seu nome: à distância, o fraguedo afigura uma edificação.
Existem várias lendas acerca deste local, principalmente as ligadas aos mouros.